# Sierafim Lalin
Sierafim Nikołajewicz Lalin, ros. Серафим Николаевич Лялин (ur. 1908 w Tule, zm. w lutym 1978 w Moskwie) – tokarz, generał porucznik, funkcjonariusz radzieckich służb specjalnych.

## Życiorys
Urodził się w rodzinie pracownika zakładu zbrojeniowego. Rosjanin. Przebywał w sierocińcu (1918–1921). Ukończył szkołę przyzakładową przy zakładzie nr 10 w Tule (1923-1927). Tokarz i sekretarz organizacji komsomolskiej w tymże zakładzie (1927-1930). Uczestnik kursów racjonalizacji w Moskwie (1930-1931). Zatrudniony w charakterze technika-racjonalizatora w zakładzie nr 10 w Tule (1931-1932). Studiował w Leningradzkim Wojskowym Instytucie Mechanicznym ((ros.) Ленинградский военно-механический институт институт) (1932-1937). Następnie zastępca szefa (1938), szef (1938-1939) wydziału w zakładzie nr 187 "Nowa Tuła" («Новая Тула»), instruktor KC WKP(b) (1939-1941), sekretarz WKP(b) w terenie, dyrektor zakładu nr 176 w Tule (1941), dyr. zakładu nr 257 w Orsku (1941-1942), dyr. zakładu nr 176 (1942-1945), III sekr. (1945-1948), sekr. (1948), II sekr. Komitetu Obwodowego WKP (b) w Tule (1948-1951).
Następnie podjął pracę w organach bezpieczeństwa (1951):
- zastępca szefa II Zarządu Głównego, kontrwywiadu, MBP ZSRR (1951–1952),
- z-ca ministra bezpieczeństwa państwowego ZSRR (1952–1953),
- z-ca szefa Zarządu MWD obwodu gorkowskiego (1953),
- st. doradca MWD przy MBP PRL (1953–1954),
- st. doradca KGB przy MBP PRL (1954),
- z-ca szefa II Zarządu Gł., kontrwywiadu, KGB przy RM ZSRR (1954–1958),
- z-ca przew. KGB przy RM ZSRR (1958–1959),
- szef Zarządu Operacyjno-Technicznego KGB przy RM ZSRR (1959–1961),
- członek kolegium KGB (1959–1972),
- szef VIII Zarządu Gł., wywiadu elektronicznego i szyfrów, KGB RM ZSRR (1961–1967),
- szef Zarządu KGB miasta Moskwy i obwodu moskiewskiego (1967–1971),
- szef Zarządu Operacji Specjalnych KGB Grupy Wojsk Radzieckich w Niemczech ((ros.) Группа советских войск в Германии) (1971–1973).

Na emeryturę przeszedł w 1973. Mieszkał w Moskwie.
Stopnie: pułkownik bezp. państw. (1951), gen. mjr. (1956), gen. por. (1964).
Członek WKP (b) od 1929.

## Odznaczenia
- Order Lenina (dwukrotnie - 28 czerwca 1945 i 30 października 1967)
- Order Rewolucji Październikowej (31 sierpnia 1971)
- Order Czerwonej Gwiazdy (22 maja 1939)
- Order „Znak Honoru” (24 listopada 1942)
- Order Czerwonego Sztandaru Pracy I klasy (Polska)
- Order 9 września 1944 z Mieczami (Bułgaria)
- Złoty Medal Braterstwa Broni (NRD)
- Medal Za Umacnianie Braterstwa Broni (Czechosłowacja)